# جوليا هرسفالفي
جوليا هرسفالفي (بالمجرية: Hársfalvi Júlia)‏ (من مواليد 12 نوفمبر 1996)  هي لاعبة كرة يد مجرية تلعب مع سيوفوك كيه سي .

## الإنجازات
- دوري أبطال أوروبا :
  -  ذهبية : 2017
  -  فضية : 2016
- البطولة الوطنية المجرية للسيدات :
  -  ذهبية : 2016 ، 2017
- كأس المجر لكرة اليد للسيدات :
  -  ذهبية : 2016
- الدوري الألماني لكرة اليد للسيدات :
  -  برونزية : 2019

## روابط خارجية
- جوليا هرسفالفي على موقع الاتحاد الأوروبي لكرة اليد (الإنجليزية)